# Zelinkaderes submersus
Zelinkaderes submersus är en djurart som tillhör fylumet pansarmaskar, och som först beskrevs av Gerlach 1969.  Zelinkaderes submersus ingår i släktet Zelinkaderes och familjen Zelinkaderidae. Inga underarter finns listade i Catalogue of Life.